# 佐々木しほ (アイドル)
佐々木 しほ（ささき しほ、11月18日 - ）は、日本の元アイドル、プロデューサー。
女性アイドルグループゆるめるモ!で、しふぉん名義で活動。

## 概要
高校生のときに周りにバンドを組んでいた人が多かったために、音楽の仕事をやりたいと思うようになった。元々はアイドルにそんなに興味は無かったものの、ももいろクローバーZはアイドル同士のみでなくバンドともやったり、バラエティ番組にも出ているなど色んなところで表現しているのを凄く尊敬して、自分もこのようになりたいと思ったためにアイドルになった。
2013年にゆるめるモ!に加入。ゆるめるモ!に入ろうと思った理由は、オーディションを受けた直後に見たライブは客が1人しかいなかったものの、それが凄く良いと思ったからであった。ゆるめるモ!の他にAPOKALIPPPSというグループでも活動していた。ゆるめるモ!ではできないことをやろうと思ってやっていた。APOKALIPPPSでの作曲は自身が一番好きなバンドのギタリストに依頼していた。
2021年10月10日にゆるめるモ!を卒業。この時に自身は見た目も性格も決してアイドルに向いているとは言えないものの、皆さんがアイドルにしてくれて、それまで折れずに腐らずに希望を持ち続けられたのも皆さんのおかげですと語る。自らが振り付けを考えていた。やり切ったという思いで卒業していた。
ゆるめるモ!を卒業してからはプロデューサーを行っていた。2022年にはBreathe Noteというチームがアイドルグループのオーディションを行い、そこから2組のアイドルがデビューしたのだが、ここでのプロデューサーを行っていた。ここでは王道をテーマとしたグループと、無形がテーマの各グループでオーディションが行われていた。アイドル業界に一石を投じるというメッセージが込められていた。
アイドルをしていた頃は目の前のことに全力で先を考える余裕は無かったものの、卒業すれば具体的にやりたいことがあるわけでも無くアルバイトで食いつなぐ生活であった。30歳を機に自立した生活を目指し就職しようと思うようになる。転職サイトにはアイドルの経歴を書ける欄が無く、アイドル以外に何のスキルを持っているのか分からず一般企業への就職を諦めかけていた頃に、仮面女子だったメンバーでアイドルのセカンドキャリアの課題に立ち向かっている人物の存在を知り、自身もこれを仕事にすることにする。
2024年に除菌水生成装置の企業を事業継承する。自身がアイドル時代に獲得したノウハウや人的ネットワークを活用して劇場やスタジオなど新たな販路を開拓することを目指す。地方の中小企業は後継者不足という問題に悩んでいるのだが、この問題をアイドルを引退した人材を割り当てるということでの解決を目指す。自身がゼロからチャレンジすることで、アイドルにはステージを降りても自らの力で社会で輝ける場所を見つけることができるということを証明したいと考える。
パニック障害と子宮癌を患っており、アイドルを辞めてからもこれらで苦しむ。2024年を迎えたタイミングで結婚していた。